# 世邦魏理仕
世邦魏理仕（CBRE Group, Inc.）是一家美國商業不動產服務公司，總部前位於美國加利福尼亞州洛杉磯，2020年轉至德州達拉斯，該公司在2004年於紐約證券交易所上市，2005年進入財富1000強，次年進入500強，2020年排名為128。

## 历史
1998年，美國世邦（CB Commercial）收購了英國魏理仕（RELLtd）公司成為全球公司；2003年，收購全球最大房地產諮詢顧問公司顯盛保柏金融集團
公司原名本是CB Richard Ellis Group，2011年10月3日改做現名CBRE Group。2016年財富500強中世邦魏理仕排於第259位，是房地產業排名最高的公司。
2015年3月31日世邦魏理仕以14.75億美元收購江森自控有限公司旗下商務地產部門智達偉仕 (Global Workplace Solutions, GWS) ，GWS主要是為商業地產企業提供設備管理服務。
除此以外，世邦魏理仕提供全面的綜合服務，包括設施、交易及項目管理、物業管理、投資管理、評估與估值、物業租賃、策略顧問、物業銷售、按揭融資及開發服務等。

## 竞争对手
- 纽约商业房地产经纪公司（Studley Inc）
- 高力国际（Colliers International）
- 仲量联行（Jones Lang LaSalle）
- Holliday Fenoglio Fowler（英语：Holliday Fenoglio Fowler）
- 第一太平戴维斯（Savills）
- 莱坊（Knight Frank）